# Bians-les-Usiers
Bians-les-Usiers is een plaats en voormalige gemeente in het Franse departement Doubs in de regio Bourgogne-Franche-Comté en telt 523 inwoners (2004). De plaats maakt deel uit van het arrondissement Pontarlier.

## Geschiedenis
Op 1 januari 2024 fuseerde de gemeente met Goux-les-Usiers en Sombacour tot de gemeente Val-d'Usiers, waarvan Bians-les-Usiers de hoofdplaats werd.

## Geografie
De oppervlakte van Bians-les-Usiers bedraagt 14,0 km², de bevolkingsdichtheid is 37,4 inwoners per km².
De onderstaande kaart toont de ligging van Bians-les-Usiers met de belangrijkste infrastructuur en aangrenzende gemeenten.

## Demografie
Onderstaande figuur toont het verloop van het inwonertal.